# Jean-Luc Ponty
Jean-Luc Ponty (Avranches, 29 de setembro de 1942) é um músico, violinista virtuoso e compositor francês de jazz.

## Vida e carreira
Ponty nasceu em uma família clássica de músicos em 29 de setembro de 1942, em Avranches, na França. Seu pai o ensinou a tocar violino, enquanto sua mãe o ensinou a tocar piano. A partir dos dezesseis anos de idade, entrou para o Conservatório Nacional Superior de Música e Dança de Paris, graduando-se dois anos após o recebimento de seu maior prêmio de honra, o Premier Prix. Devido ao êxito musical, foi admitido pela Orquestra Lamoureux, na qual tocou durante três anos.
Ainda fazendo parte da orquestra em Paris, Ponty começou a tocar clarinete para uma banda de jazz universitária que atuava em festas locais. O interesse crescente pela sonoridade do jazz de Miles Davis e John Coltrane, o levou a aprender a tocar saxofone tenor. Numa noite após uma apresentação da orquestra da qual fazia parte e ainda vestido no seu smoking, Ponty tocou seu violino em um clube local. Dentro de quatro anos, foi aclamado como a principal figura de jazz no violino. Naquela época, Ponty teve uma carreira musical dúbia, ensaiando e tocando com a Orquestra Lamourex e também tocando jazz até às três da manhã em clubes parisienses. A demanda de sua agenda o levou para outros caminhos.
Em 2011, Ponty foi convidado pelo líder pianista Chick Corea, líder da banda Return to Forever, para fazer parte do grupo musical em uma série de apresentações durante o ano. Jean é casado e tem duas filhas. Uma delas, Clara Ponty, é pianista e compositora.

## Discografia
- Jazz Long Playing – 1964
- Violin Summit – 1966
- Sunday Walk – 1967
- Cantaloupe Island – 1967
- Jean-Luc Ponty Experience – 1969
- Mahavishnu Orchestra: Apocalypse – 1974
- Upon the Wings of Music – 1975
- Aurora – 1976
- Imaginary Voyage – 1976
- Enigmatic Ocean – 1977
- Cosmic Messenger – 1978
- A Taste for Passion – 1979
- Civilised Evil – 1980
- Mystical Adventures – 1982
- Individual Choice – 1983
- Open Mind – 1984
- Fables – 1985
- The Gift of Time – 1987
- Storytelling – 1989
- Tchokola – 1991
- No Absolute Time – 1993
- Le Voyage – 1996
- Live at Chene Park – 1997
- The Very Best of Jean-Luc Ponty – 2000
- The Best of Jean-Luc Ponty – 2000
- Life Enigma – 2001
- Live at Semper Opera – 2002
- In Concert – 2003
- The Atacama Experience – 2007